# Alexander Foster
Alexander Clemens Foster (* 26. Oktober 1992 in Stuttgart) ist ein ehemaliger US-amerikanisch-deutscher Basketballspieler. Die Körpergröße des Flügelspielers beträgt 2,02 Meter.

## Karriere
Foster ist der Sohn einer deutschen Mutter und eines US-amerikanischen Vaters. Er wurde in Stuttgart geboren und zog als Kleinkind mit der Familie in die Vereinigten Staaten. Dort wuchs er zweisprachig (Englisch und Deutsch) in Portland (Bundesstaat Oregon) auf und spielte Basketball an der örtlichen Catlin Gabel High School. Darüber hinaus gehörte er auch zur Golfmannschaft der Schule.
Zwischen 2011 und 2015 studierte (Betriebswirtschaftslehre) und spielte Foster an der Emory University in Atlanta (Bundesstaat Georgia). Im Anschluss an seine vierte und letzte Saison an der Uni, in der er im Schnitt 20,1 Punkte sowie 7,9 Rebounds pro Partie erzielte, wurde er bei einer von der Vereinigung der Basketballtrainer (NABC) durchgeführten Wahl ins „All-America Team“ der NCAA Division 3 berufen.
Im Juli 2015 unterschrieb er beim Aufsteiger in die 2. Bundesliga ProA, den RheinStars Köln, seinen ersten Profivertrag. In seiner Premierensaison am Rhein wurde Foster in 30 Begegnung eingesetzt und erreichte statistische Mittelwerte von 9,7 Punkten sowie 3,3 Rebounds je Spiel. Im Spieljahr 2016/17 verbuchte er im Mittel 9,3 Punkte und 3,6 Rebounds pro Begegnung, in seinem letzten Kölner Spieljahr 2017/18 waren es 6,4 Punkte sowie 2,6 Rebounds je Partie. 2018 kehrte er in die USA zurück und kümmerte sich um die Geschicke der Firma, die er bereits 2016 in Portland gegründet hatte und mit der er Basketballtraining für Jugendliche anbietet.